# Лезербарроу, Билл
Билл Лезербарроу (англ. William (Bill) Leatherbarrow; род. 18 октября 1947, Великобритания) — почётный профессор русистики и славяноведения в Шеффилдском университете, также астроном-любитель, ведущий наблюдения за Луной. Директор Отдела Луны Британской астрономической ассоциации (БАА) (с 1965 года), позже президент ассоциации (2011—2013 годы), автор и редактор книг по астрономии.
Предыдущий директор Отдела Луны ассоциации — также астроном-любитель — Хью Перси Уилкинс.

## Биография и карьера
В 1965 году Билл присоединился к команде Британской астрономической ассоциации (БАА).
В 2016 году Международный астрономический союз назвал астероид в его честь — 95852 Лезербарроу.
Билл ведёт регулярную двухмесячную колонку «Лунные наблюдения» (англ. Moonwatch) в журнале Астрономия сегодня.

## Публикации
Билл Лезербарроу является автором многих книг о русской культуре, в том числе и астрономии:
- Bill Leatherbarrow. Луна = The Moon (англ.). — Weight: 1.45 pounds. Dimensions: 6,75 x 0,8 x 8,75 inches; ill.. — London: Reaktion Books[англ.], 2018. — 184 p. — ISBN 1780239556. — ISBN 978-1780239552.